# Das Lied von den zwei Pferden
Das Lied von den zwei Pferden ist ein deutsch-mongolischer Dokumentarfilm aus dem Jahr 2009. Regie führte die in Deutschland lebende und arbeitende mongolische Filmemacherin Byambasuren Davaa, die mit ihren früheren Filmen Die Geschichte vom weinenden Kamel (2003) und Die Höhle des gelben Hundes (2005) Erfolge feiern konnte.

## Handlung
„Die zwei Pferde des Dschingis Khan“ ist ein altes Lied der Mongolen. Für die in der Inneren Mongolei geborene Sängerin Urna hat das Lied auch eine sehr persönliche Komponente: Denn der gesamte Liedtext zierte einst die Pferdekopfgeige (Morin Chuur) ihrer Großmutter. Während der chinesischen Kulturrevolution wurde die Geige zerstört, nur Teile des Instruments blieben erhalten, der Kopf und der Hals. Urna hatte ihrer Großmutter vor deren Tod versprochen, die Geige zurück in die Mongolei zu bringen und reparieren zu lassen. So macht sie sich also auf den Weg nach Ulaanbaatar zum Geigenbauer Hicheengui, der ihr einen neuen Korpus gibt. Doch den Liedtext kennt er nicht und kann ihn nicht ergänzen.
So begibt sich Urna auf eine zunehmend spirituelle Reise durch die Mongolei. Sie hofft bei den Nomaden die fehlenden Strophen des Liedes zu erfahren. Doch die Reise wird beschwerlich und bringt keinen Erfolg. Ein Pferdezüchter, der ihr Rosshaar für neue Saiten schenkt, gibt ihr den Rat, auf einer traditionellen Hochzeit, die am nächsten Tag stattfinden wird, nachzufragen. Doch auch dort kennt keiner mehr das Lied. Schließlich sucht Urna einen Schamanen auf, um einen spirituellen Zugang zu dem Lied zu finden. Doch erst die alte Sängerin Chimed kann Urna schließlich helfen.

## Hintergründe
Seine Premiere feierte der Film am 15. August 2009 (Piazza Grande, Locarno) und kam am 3. Juni 2010 in die deutschen Kinos.

## Kritiken
- FBW Filmbewertung: „Ein wunderschöner, sehr eindringlicher Film von zärtlicher Poesie (...) bewahrt einzigartige Blicke auf historische Dokumente vor atemberaubenden Landschaften.“
- Kinozeit.de: „Eine Reise in eine fremde und faszinierende Welt!“
- Cinema: „In leisen, dokumentarisch anmutenden Bildern erzählt Byambasuren Davaa vom Verlust kultureller Traditionen. (...) Wehmütige Reise in ein Land, dessen Identität verloren geht.“